# Plectiscidea cinctula
Plectiscidea cinctula là một loài tò vò trong họ Ichneumonidae.